# Astor d'oro al miglior film
L'Astor d'oro al miglior film è il principale premio conferito dal Festival internazionale del cinema di Mar del Plata. Viene assegnato, con questo nome, dal 2004. 
Il festival non venne svolto dal 1967 al 1969, successivamente al colpo di Stato militare del 1966 in Argentina e all'allestimento di un festival cinematografico a Rio de Janeiro, in Brasile. Riprese nel 1970, ma subì una nuova e lunga interruzione fino al 1996. 

## Vincitori

### Anni 1959-1970
- 1959: Il posto delle fragole (Smultronstället), regia di Ingmar Bergman  ·   Svezia
- 1960: Il ponte (Die Brücke), regia di Bernhard Wicki  ·   Austria
- 1961: Sabato sera, domenica mattina (Saturday Night and Sunday Morning), regia di Karel Reisz  ·   Regno Unito
- 1962: I giorni contati, regia di Elio Petri  ·   Italia
- 1963: Angyalok földje, regia di Gyorgy Révész  ·   Ungheria
- 1964: I compagni, regia di Mario Monicelli  ·   Italia
- 1965: Gli indifferenti, regia di Francesco Maselli  ·   Italia
- 1966: At' zije Republika, regia di Karel Kachyňa  ·   Cecoslovacchia
- 1967: non assegnato
- 1968: Gangster Story (Bonnie and Clyde), regia di Arthur Penn  ·   Stati Uniti
- 1969: non assegnato
- 1970: Macunaíma, regia di Joaquim Pedro de Andrade  ·   Brasile

### Anni 1996-1999
- 1996: Il cane dell'ortolano (El perro del hortelano), regia di Pilar Miró ·   Spagna
- 1997: Lezioni di tango (The Tango Lesson), regia di Sally Potter ·   Regno Unito
- 1998: Abr-O Aftaab, regia di Mahmoud Kalari ·   Iran
- 1999: Lo sposalizio di Dio (As bodas de Deus), regia di João César Monteiro  ·   Portogallo

### Anni 2000-2009
- 2000: non assegnato
- 2001: To ja, Zlodziej, regia di Jacek Bromski  ·   Polonia
- 2002: Bolívar, soy yo, regia di Jorge Alí Triana  ·   Colombia
- 2003: Separaçoes, regia di Domingos de Oliveira  ·   Brasile
- 2004: Buena Vida (Buena Vida - Delivery), regia di Leonardo Di Cesare ·   Argentina
- 2005: Viaggio alla Mecca - Le grand voyage (Le grand voyage), regia di Ismaël Ferroukhi ·   Francia /  Marocco
- 2006: Noticias lejanas, regia di Ricardo Benet  ·   Messico
- 2007: Ficció, regia di Cesc Gay  ·   Spagna
- 2008: Aruitemo aruitemo, regia di Hirokazu Kore-eda ·   Giappone
- 2009: Cinco días sin Nora, regia di Mariana Chenillo ·   Messico

### Anni 2010-2019
- 2010: Essential Killing, regia di Jerzy Skolimowski ·   Polonia
- 2011: Aprire porte e finestre (Abrir puertas y ventanas), regia di Milagros Mumenthaler  ·   Argentina
- 2012: Oltre le colline (După dealuri), regia di Cristian Mungiu  ·   Romania
- 2013: La gabbia dorata (La jaula de oro), regia di Diego Quemada-Diez  ·   Messico
- 2014: Were Dengê Min, regia di Huseyin Karabey  ·   Turchia
- 2015: El abrazo de la serpiente, regia di Ciro Guerra ·   Colombia
- 2016: Anashim Shehem Lo Ani, regia di Hadas Ben Aroya ·   Israele
- 2017: Wajib - Invito al matrimonio (Wajib), regia di Annemarie Jacir ·   Palestina
- 2018: Entre dos aguas, regia di Isaki Lacuesta
- 2019: O que arde, regia di Oliver Laxe